# Peter Eggert
Peter Eggert (* 8. Juni 1943; † 24. Mai 2018) war ein deutscher Fußballspieler. Er spielte für Tennis Borussia Berlin von 1963 bis 1977 in der Regionalliga Berlin, der 2. Bundesliga und der Bundesliga.

## Laufbahn

### Zehn Jahre Regionalliga, 1964 bis 1974
Der 1963 vom Lauenburger SV zu Tennis Borussia gekommene 184 cm große Abwehrspieler Peter Eggert absolvierte mit den zwei abschließenden Ligaspielen am 16. und 23. Mai 1965 gegen den Spandauer SV beziehungsweise den SC Tasmania 1900 Berlin in der Saison 1964/65 seine zwei ersten Regionalligaspiele für die „Lila-Weißen“ aus Charlottenburg. Beide Spiele endeten 1:1 und die „Veilchen“ holten sich damit die Berliner Meisterschaft vor Spandau und Tasmania. Mit den Mitspielern Helmut Beekmann, Erhard Foit, Willi Kraus, Wolfgang Seeger und Bernd Sobeck zog Eggert in die Bundesliga-Aufstiegsrunde 1965 gegen die Konkurrenten FC Bayern München, 1. FC Saarbrücken und Alemannia Aachen ein. Am ersten Spieltag der Aufstiegsrunde, dem 29. Mai 1965, lernte Eggert die Spielstärke des späteren Aufsteigers Bayern München und die Torgefährlichkeit des jungen Mittelstürmers Gerd Müller kennen. Die Münchner setzten sich in Berlin mit zwei Müller-Toren 2:0 durch. Der junge Abwehrspieler absolvierte alle sechs Spiele für die Borussen in der Aufstiegsrunde und belegte mit seinen Mannschaftskollegen mit 3:9 Punkten den vierten Platz.
Es folgten in den Jahren 1966, 1967, 1968 und 1970 vier Vizemeisterschaften in Berlin und die vergeblichen Anläufe zwei bis vier – 1967, 1968, 1970 – in der Bundesligaaufstiegsrunde. Die Namen der Mitspieler wechselten von Bernd Gersdorff, Georg Damjanoff, Werner Lungwitz, Horst Lunenburg, Lutz Steinert und Michael Krampitz bis hin zu Gino Ferrin.
Im letzten Jahr der alten zweitklassigen Regionalligen, 1973/74, errang der nun im zehnten Jahr bei Tennis Borussia spielende Eggert mit seiner Mannschaft vor Wacker 04 die Berliner Meisterschaft. Am 1. Januar 1973 hatte Trainer Georg Gawliczek die Trainingsleitung übernommen und führte die „Veilchen“ mit 103:19 Toren und 63:3 Punkten zur Meisterschaft. Begonnen hatte die Runde mit einem 3:0-Heimerfolg am 26. August 1973 gegen den Spandauer SV. In seiner fünften Bundesligaaufstiegsrunde gelang Eggert 1974 mit Tennis Borussia der überraschende Bundesligaaufstieg. Mit 10:6 Punkten setzten sich die Charlottenburger vor den punktgleichen Verfolgern FC Augsburg und Rot-Weiß Oberhausen (Ditmar Jakobs, Lothar Kobluhn) mit jeweils 9:7 Zählern, sowie Borussia Neunkirchen (Willi Ertz, Horst Schauß) und FC St. Pauli (Franz Gerber, Horst Wohlers) durch. Die zwei Spiele gegen den Südmeister Augsburg – mit Ex-Nationalspieler Helmut Haller und Herbert Höbusch – endeten im Mai 1974 jeweils 2:2. Im entscheidenden Aufstiegsspiel gegen St. Pauli am 5. Juni brachte der Abwehrchef Eggert vor 18.000 Zuschauern im Poststadion die Berliner in der 81. Minute mit einem Kopfball mit 2:1 in Führung. Mit den Mannschaftskameraden Hubert Birkenmeier, Gino Ferrin, Jürgen Rumor, Norbert Siegmann und Norbert Stolzenburg stieg Peter Eggert 1974 in die Fußball-Bundesliga auf.

### Bundesliga und Zweite Liga, 1974 bis 1977
Im ersten Bundesligaspiel von Tennis Borussia Berlin am 24. August 1974 bildete Eggert mit dem 34-jährigen Neuzugang Karl-Heinz Schnellinger vom AC Mailand die Innenverteidigung des Aufsteigers. Bei der 0:5-Niederlage bei Eintracht Braunschweig konnten die beiden Abwehrstrategen aber der Defensive nicht den nötigen Rückhalt verleihen. Eggert kam in der Runde 1974/75 – TeBe stieg als 17. in die 2. Bundesliga ab – insgesamt zu elf Einsätzen und erzielte ein Tor. Es war das 2:2 im Hinspiel gegen den FC Bayern München in der 87. Minute. Unter dem neuen Trainer Helmuth Johannsen starteten die „Veilchen“ zwar am 9. August 1975 mit einer 0:3-Auswärtsniederlage bei Göttingen 05 in die Zweitligasaison 1975/76, aber die Innenverteidigung mit Peter Eggert und Norbert Siegmann etablierte sich sofort und wurde zum Rückhalt einer erfolgreichen Runde. Tennis Borussia gewann mit zwei Punkten Vorsprung vor Borussia Dortmund – beide Spiele gegen die Westfalen wurden verloren – die Meisterschaft und kehrte damit umgehend in die Bundesliga zurück. Der Abwehrchef demonstrierte in 37 Spielen seinen Wert für die Mannschaft und erzielte zwei Tore, Mitspieler Norbert Stolzenburg holte sich mit 27 Treffern die Torschützenkrone.
In seinem 13. Jahr bei den „Lila-Weißen“, 1976/77, ging der 33-Jährige erneut das Abenteuer Fußball-Bundesliga an. Da sich der souveräne Aufstiegstrainer Johannsen in die Schweiz zum Grasshopper Club Zürich verabschiedet hatte, des Weiteren mit Stolzenburg und Siegmann zwei Leistungsträger der Mannschaft sich verändert hatten, ging TeBe mit dem neuen Trainer Rudi Gutendorf nicht mit den besten Voraussetzungen in die neue Runde der Fußball-Bundesliga. Am Starttag der Runde 1976/77, die „Veilchen“ trotzten Rot-Weiss Essen ein 2:2-Remis ab, war der Senior als Libero aktiv. Am fünften Spieltag erlebte er im Münchner Olympiastadion aber das Debakel der 0:9-Niederlage gegen Bayern München. Gutendorf versuchte mit den Rundenzugängen Volkmar Groß und Libero Dieter Hochheimer der TeBe-Defensive mehr an Qualität zuzuführen, am Rundenende stiegen die Berliner aber als 17. wieder in die zweite Liga ab. Eggert absolvierte am 13. November 1976 beim mit 0:2 Toren verlorenen Derby gegen Hertha BSC sein letztes Bundesligaspiel.
Im Sommer 1977 beendete der gelernte Schiffbauer seine Spielerlaufbahn und bekleidete in den nächsten Jahren bei Tennis Borussia das Amt des Trainer-Assistenten.

### Erfolge
- Meister in der 2. Fußball-Bundesliga: 1975/76
- Meister in der Fußball-Regionalliga Berlin: 1964/65 und 1973/74
- Vizemeister in der Fußball-Regionalliga Berlin: 1966, 1967, 1968, 1970
- Berliner Pokalsieger: 1966, 1970, 1974
- Aufstiegsrunden zur Bundesliga: 1965, 1967, 1968, 1970, 1974